# Horn-Lehe
Horn-Lehe (Plattdeutsch Hoorn-Lehe) ist ein Stadtteil von Bremen und gehört zum Bremer Stadtbezirk Ost.
Im Stadtteil befinden sich unter anderem die Universität Bremen, der Technologiepark Bremen mit u. a. dem Fallturm Bremen, das Universum, der Rhododendron-Park Bremen, der Botanische Garten und das Hollerland.

## Geografie und Ortsteile

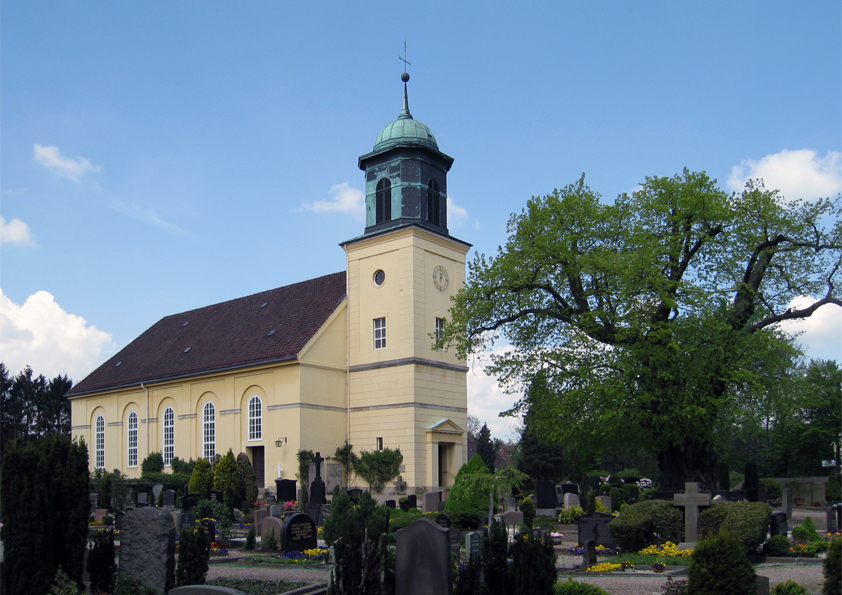
Horner Kirche mit Horner Linde

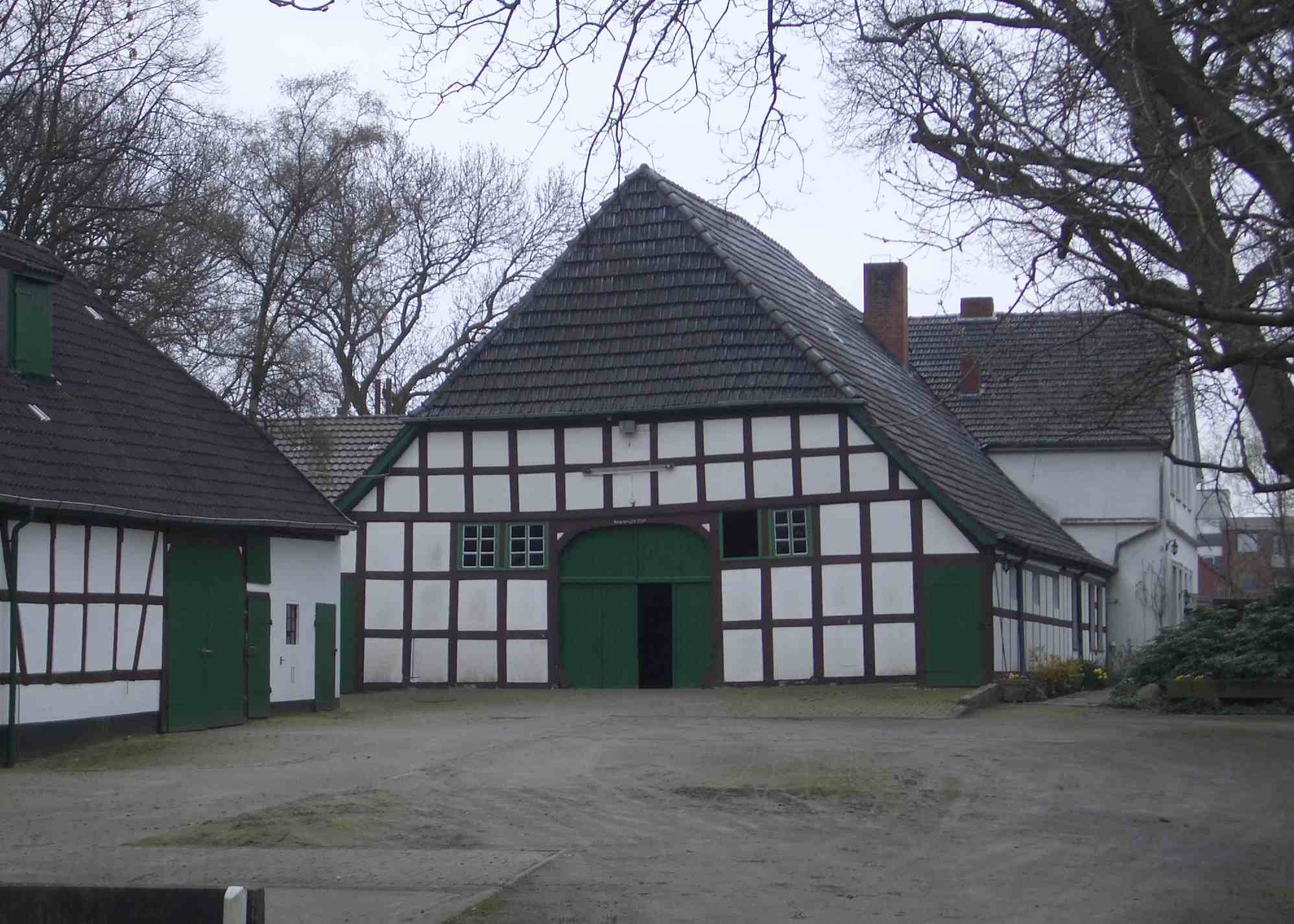
Bauernhaus an der Leher Heerstraße

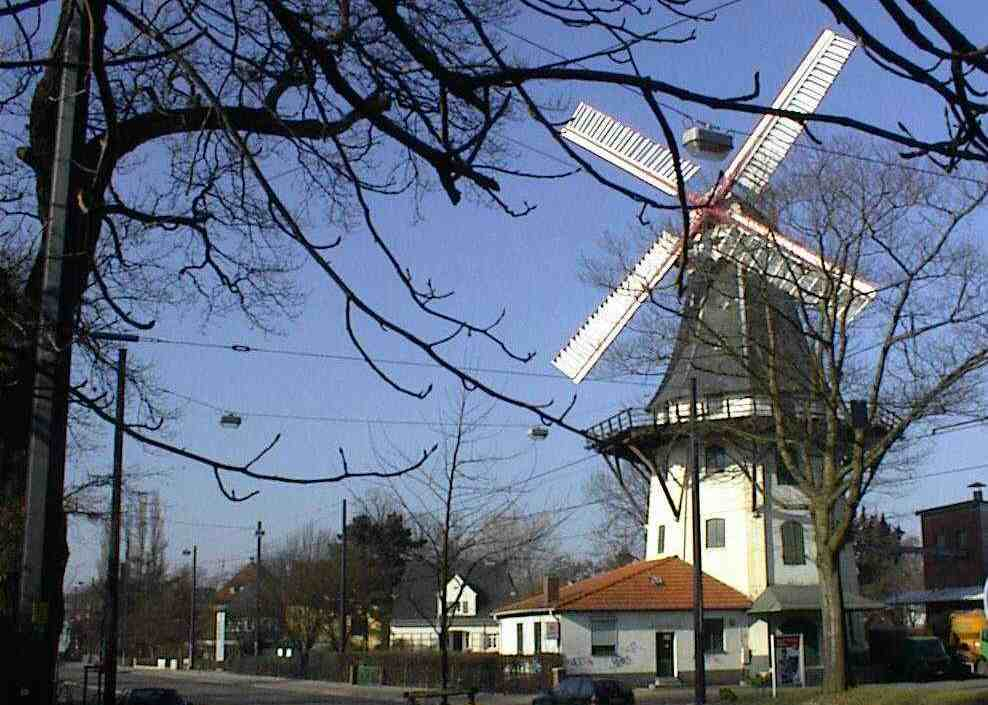
Horner (Leher) Mühle an der Leher Heerstraße

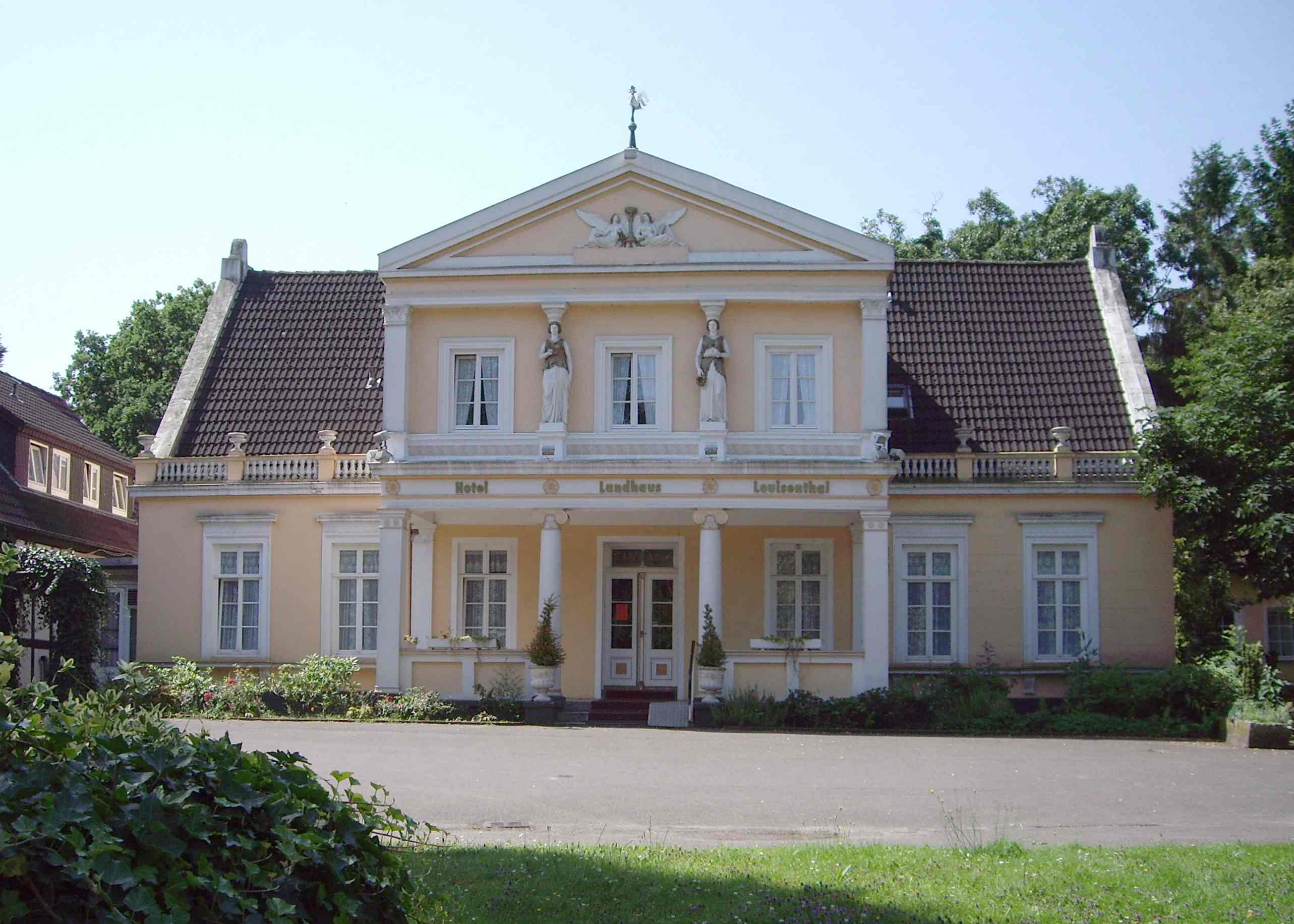
Landgut Louisenthal an der Leher Heerstraße

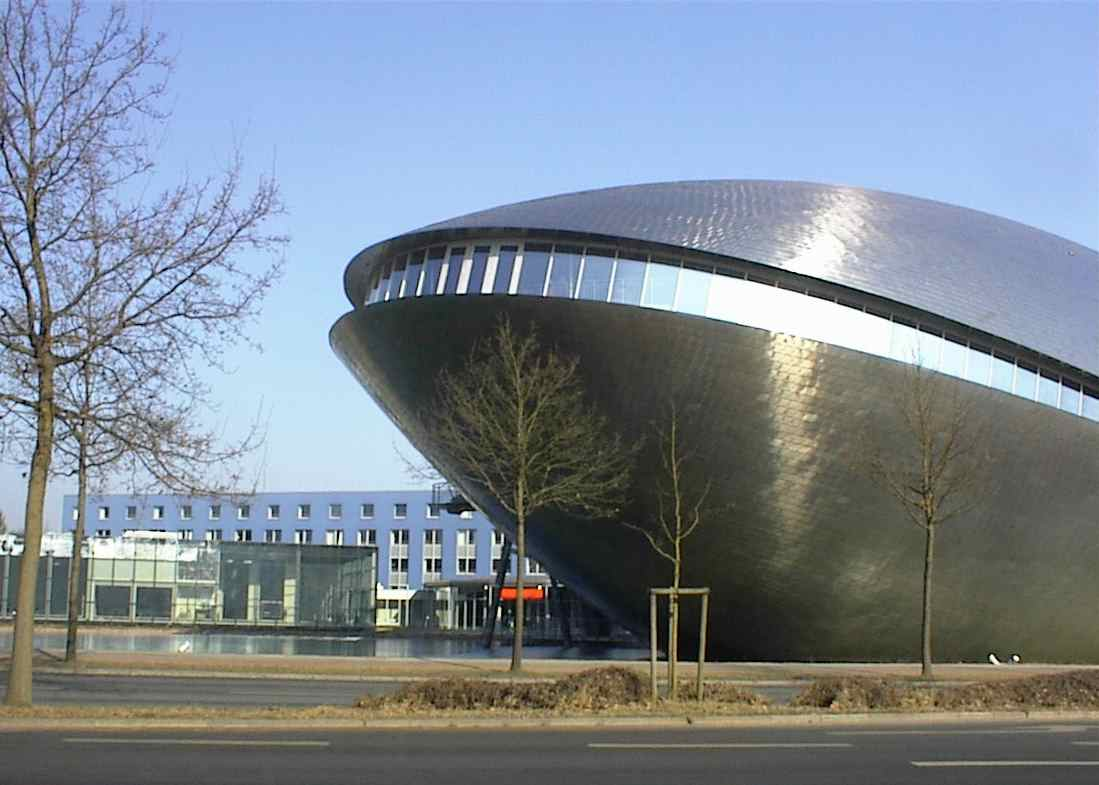
Universum Science-Center an der Universitätsallee

Der Stadtteil Horn-Lehe liegt zirka 6 km nordöstlich vom Stadtzentrum und besteht aus den Ortsteilen Horn, Lehe und Lehesterdeich. Lehesterdeich liegt nordöstlich der Autobahn und nördlich der Eisenbahn, Lehe liegt südwestlich der Autobahn und nördlich der Eisenbahn, und der Ortsteil Horn südlich der Eisenbahntrasse. Lehe stimmt nicht mit dem Gebiet des historischen Dorfs Lehe überein, sondern ist wesentlich kleiner; die Fläche des Dorfs Lehe umfasste in etwa die Fläche der Ortsteile Lehe und Lehesterdeich zusammen.
Die benachbarten Stadtteile sind Oberneuland im Osten, Vahr im Süden, die bis 1954 zum Stadtteil Horn-Lehe gehörte, sowie Schwachhausen im Südwesten, Blockland im Westen und Borgfeld im Norden.

### Horn
Fläche: 2,89 km², 4.964 Einwohner (1.718 Einwohner je km²)
Der Name Horn leitet sich von niederdeutsch Horn, Hoorn oder Horne (‚Spitze‘) ab. Die erste Besiedlung der Gemarkungen Horn und Lehe fand im 12. Jahrhundert statt, als der Bremer Erzbischof einer Gruppe von Holländern die Urbarmachung und Besiedlung des Gebietes vertraglich zusicherte.
Der Kern der Siedlung Horn befand sich auf einem höhergelegenen Landstück, das zwischen Kleiner Wümme und Vahrster Fleet (Gete) spitz zulief. Die Kleine Wümme durchzog die Siedlung von der Achterstraße über die Riensberger Straße und Berckstraße bis zur Straße Schorf. Ein großer Teil des Flusslaufs im Zentrum Horns ist zugeschüttet worden. Heute ist die kleine Wümme nur noch bis zur Riensberger Straße vorhanden.
Vom dörflichen Charakter der einstigen Landgemeinde Bremens zeugen noch heute einige erhaltene Bauernhäuser und die Horner Mühle, eine Holländerwindmühle.
Im 18. Jahrhundert errichteten zahlreiche Bremer Kaufleute hier ihre Landgüter, auf denen sie schloss- oder villenartige Landhäuser bauten. Einige dieser Landhäuser sind heute noch erhalten und stehen unter Denkmalschutz. Hierzu zählt die von C. Borgward bewohnte Borgward-Villa, die als Landgut Fritze-Focke bekannt war und 1750 von Bürgermeister Hieronymus Klugkist an der Horner Heerstraße errichtet wurde. Ab 1921 ist Horn Teil des Stadtgebiets; ein Ortsamt existierte bis 1945 nicht. Die drei großen Gutshöfe des Vahrer Gebiets gehörten nach dem Zweiten Stader Vergleich von 1741 ebenfalls zum Dorf und Kirchspiel Horn und damit zu den vier Gohen, über die Bremen die landesherrschaftliche Hoheit ausübte.
Die Marcusallee ist eine bedeutende Straße in Horn. An deren Beginn befinden sich die Gebäude der ehemaligen amerikanischen Militärverwaltung. Gegenüber liegt die Villa der Familie Ohlrogge, dort befand sich nach 1955 bis zu seiner Auflösung das französische Konsulat. An der Nordseite befindet sich die Villa Koenenkamp (Marcusallee 38). An der Marcusallee befindet sich der Rhododendronpark mit dem Botanischen Garten, der botanika und dem Garten der Menschenrechte.
Vor der Horner Kirche steht die zirka 800 Jahre alte Horner Linde, an der sich einst eine Gerichtsstätte, möglicherweise auch Richtstätte, befunden haben soll.
Horn ist mit einem jährlichen Durchschnittseinkommen von über 108.000 Euro einer der reichsten Bremer Ortsteile.

### Lehe
Fläche: 4,66 km², 10.258 Einwohner (2.201 Einwohner je km²)
Mit dem Bau der Universität Bremen und dem umgebenden Technologiepark Bremen hat sich aus dem 1988 gegründeten Bremer Innovations- und Technologie-Zentrum (BITZ) ein eigener „Technologiestadtteil“ entwickelt, in dem sich unter anderem der Fallturm, die Firma OHB, zwei Fraunhofer-Institute (IFAM und MEVIS), das Marum, ein Max-Planck-Institut sowie das Science Center Universum Bremen befinden. Am westlichen Rand von Lehe befindet sich der Stadtwaldsee (Unisee), das Naturschutzgebiet Am Stadtwaldsee (Uni-Wildnis) und der Campingplatz Bremen.

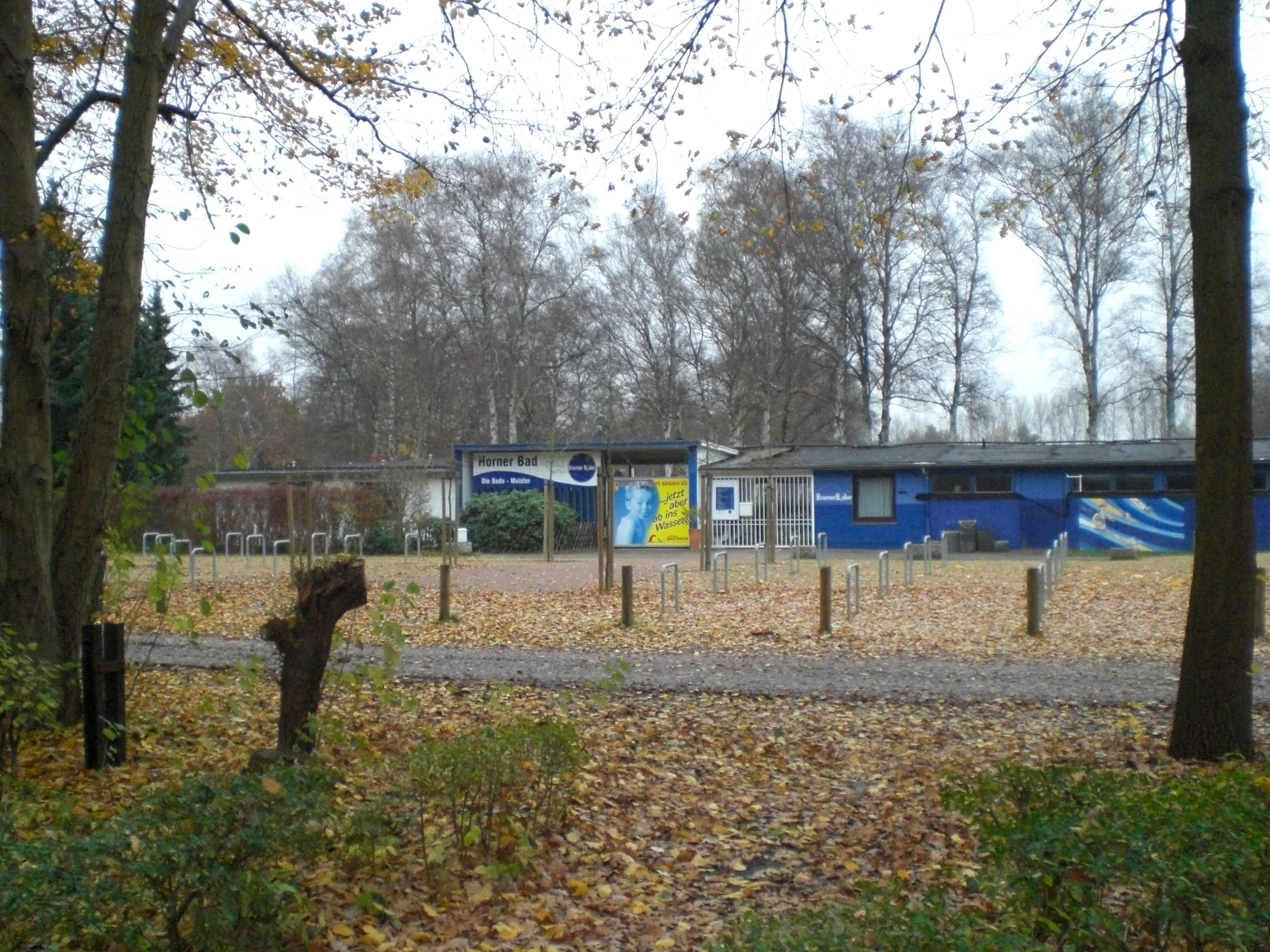
Freibad Horn

Das Horner Bad wird durch Solewasser aus einer unterirdischen Quelle versorgt. Im Juli 1933 wurde es als privates Bad eröffnet und ging  durch eine Zwangsversteigerung auf Fritz Grobbrügge über, der das Bad bis zum Verkauf an die Bremer Bädergesellschaft von 1958 betrieb. 1959/60 wurde das Bad ausgebaut. 2003 wurde beabsichtigte das Bad zu schließen. Nach  Bevölkerungsprotesten wurde es 2005 modernisiert.

### Lehesterdeich
Fläche: 6,50 km², 12.397 Einwohner (1.907 Einwohner je km²)
Der Ortsteil Lehesterdeich war bis 1945 eine Landgemeinde von Bremen. Im Nord-Osten wird er durch die Straße Am Lehester Deich begrenzt. Im Ortsteil (seit 1951) liegt das Naturschutzgebiet Hollerland, um das es in einem 25 Jahre dauernden Streit zwischen der Politik und einer Bürgerinitiative ging. 1985 wurde ein Teil unter Naturschutz gestellt. 2004 wurde dieser Streit zugunsten der Bürgerinitiative beendet und der überwiegende Teil des Hollerlandes als Naturschutzgebiet mit europaweiter Geltung deklariert. Zum Ortsteil gehört die von Poppe errichtete Villa Leupold an der Leher Heerstraße und das Gut Landruhe (zuletzt Menke) Am Rüten Ecke Leher Heerstraße.

## Geschichte

### Name
Der Name Horn – um 1185 Horne – stammt von dem niederdeutschen Begriff für Spitze oder Sporn. Bevor die Kleine Wümme ihr heutiges Bett beim Botanischen Garten bekam, stand die Horner Kirche an der Spitze einer Landzunge zwischen den lange Zeit zwei Oberläufen der Kleinen Wümme.
Lehe steht allgemein für das althochdeutsche Wort Lieth, was so viel bedeutet wie Hügel (siehe auch Bremerhaven-Lehe). Lehe liegt auf dem Ausläufer der eiszeitlich gebildeten Geestrücken. Der Name Lehe kann sich auch vom niederdeutschen Wort Leda ableiten und das bedeutete so viel wie leiten oder führen von z. B. Entwässerungsgräben. Lehester Deich wäre der Deich der Gemarkung des Dorfes Lehe.

### Mittelalter bis 1800

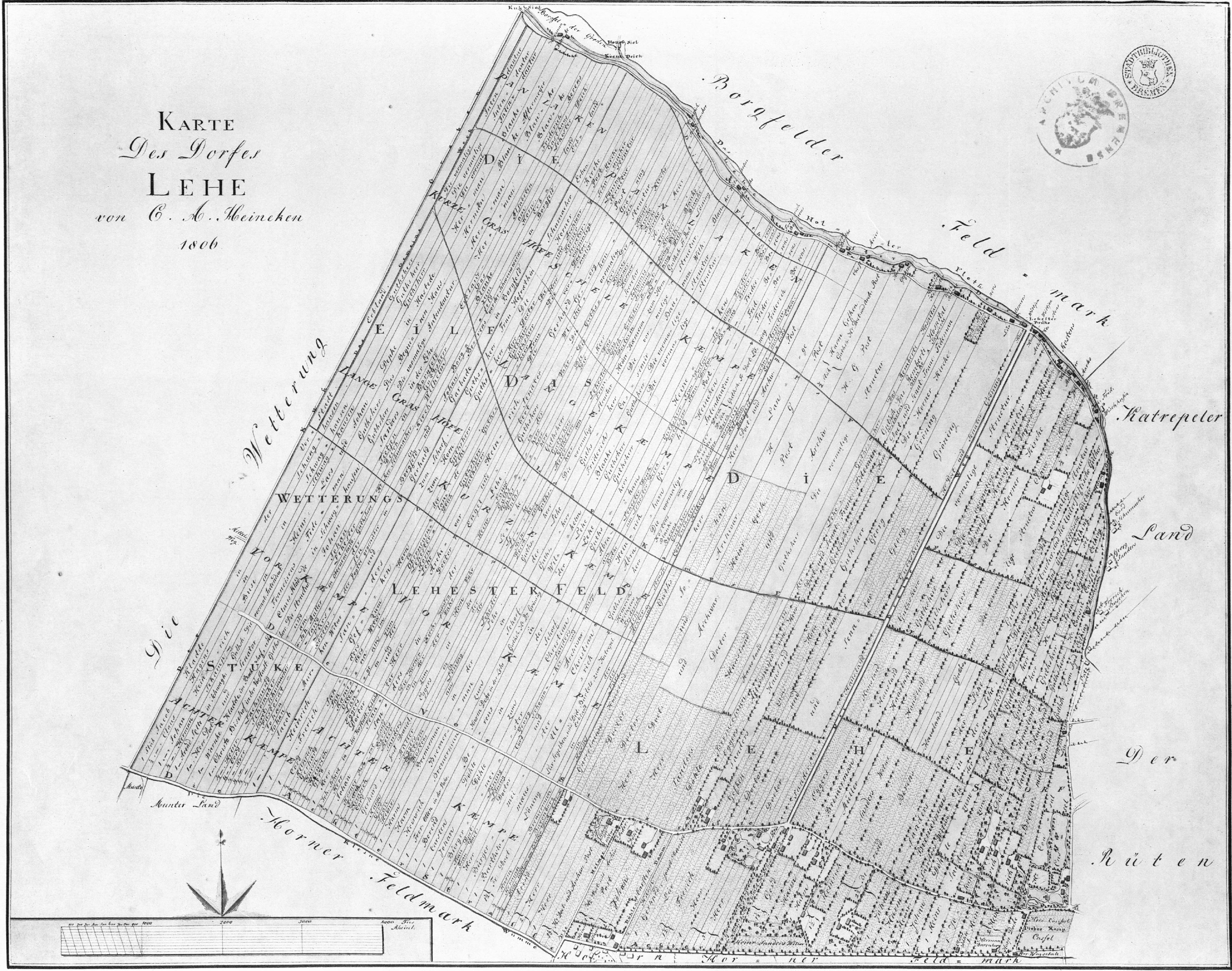
Lehe 1806

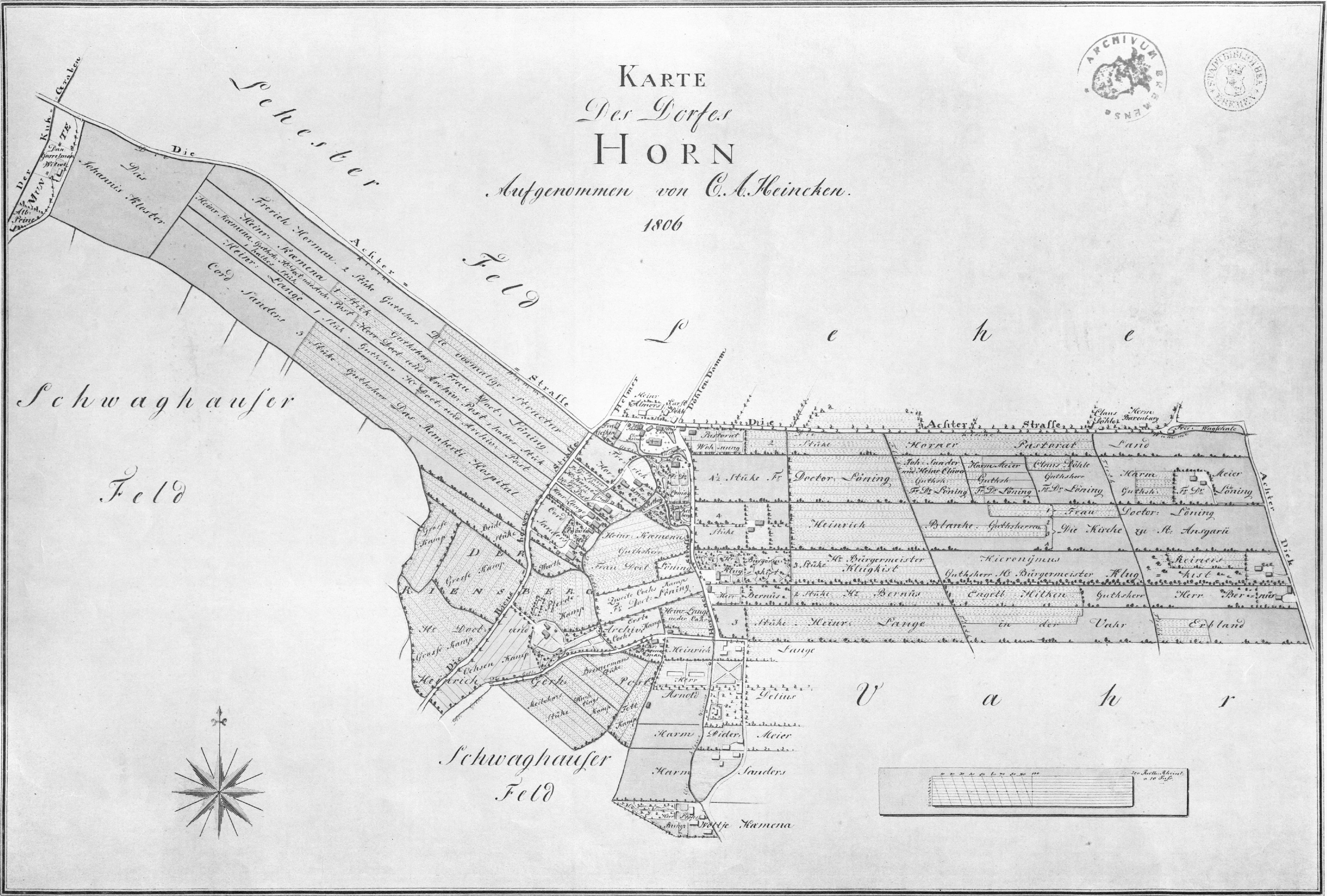
Horn 1806

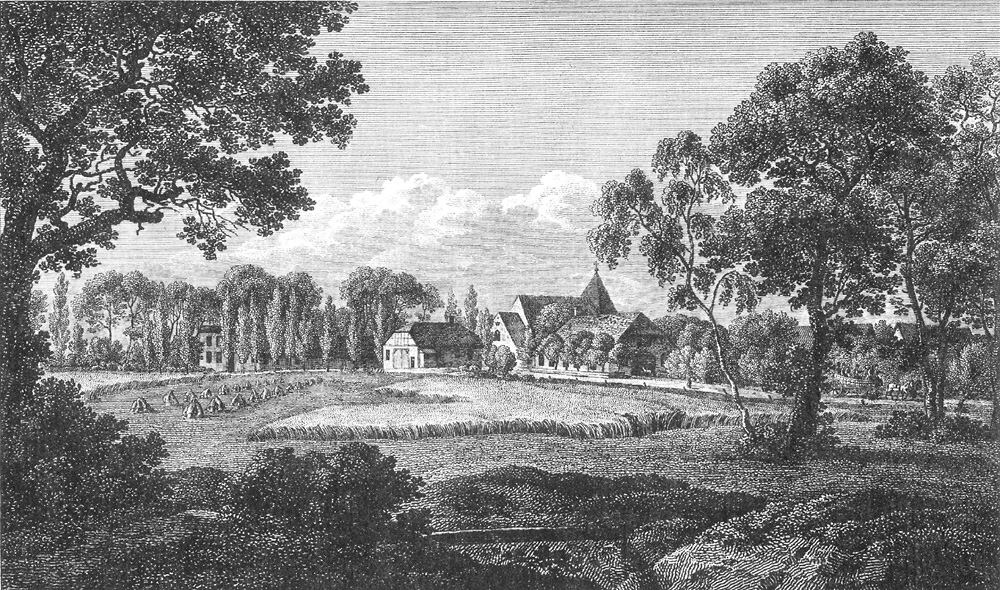
Blick auf Horn um 1818/19 (noch vor dem Bau der neuen Kirche)

Ab 1113 begannen Holländer im Auftrag des Erzbischofs mit der Kultivierung des deshalb so genannten „Hollerlandes“.
1185 war die erste urkundliche Erwähnung von Horn und Lehe. Horn gehörte noch zur Vogtei Langwedel, dann zum Goh Hollerland. Die Horner Kirche Vom Heiligen Kreuz wurde 1187 dem Ansgarii-Kapitel übertragen. Dieses Patronat ging nach der Reformation an den Bremer Rat. Die romanische, zweischiffige Kirche wurde 1547 im Schmalkaldischen Krieg zerstört.
Das Gut zum Schorf (1299 Scorve) gab es schon im 13. Jahrhundert. Im 18. Jahrhundert gehörte das Gut dem oldenburgischen Hofrat und Bremer Postmeister Albert Schumacher. 1794 wurde das Gut an den Kaufmann und Konsul Carl Philipp Cassel verkauft, der darauf das Gut Landruhe 1795 nach Plänen von Joachim Andreas Deetjen als klassizistisches Gutshaus (Am Rüten 2) bauen ließ. Landruhe war von 1823 bis 1923 im Besitz der Familie Kulenkampff, dann der Familie Menke und danach der Bremer Landesbank.
Der Deich Achterdiek (hinter dem Deich der Wümme) wurde 1403 erstmals erwähnt und war dann Name von drei dortigen Höfen.

### Von 1800 bis 1850
Von 1811 bis 1815 erhalten Horn und Lehe während der französischen Besatzung als Teil der Mairie Borgfeld erstmals kommunale Selbständigkeit. 1813 hatte Horn 190 Einwohner. Eine kleine Volksschule gehörte zum Kirchspiel. In der ersten Hälfte des 19. Jahrhunderts wurden weitere Klassen in einer Schmiede eingerichtet. Im 19. Jahrhundert erwarben reiche Bremer Bürger Landbesitz und bauten Parkanlagen und Sommerhäuser. Dazu siedelten sich kleine Handwerks- und Einzelhandelsbetriebe an. Die Heerstraße von Bremen nach Horn wurde von 1816 bis 1819 angelegt.
Der Bau einer neuen, klassizistischen Horner Kirche erfolgte 1823/24. Die Horner Mühle wurde 1849 gebaut. Ihre Flügel wurden 1937 demontiert, und 1960 sollte der Mühlenkopf folgen. 1971 und 1977 wurde die Mühle wiederhergestellt.

### Von 1850 bis 1920
1855 hatten Horn und Lehe 805 Einwohner.
1866 wurde eine vierklassige Schule an der Berckstraße eingerichtet, die um 1900 erweitert und 1908 aufgestockt werden musste. 1871 wurden die Gemeinden Horn, Lehe, Vahr und Sebaldsbrück zur Samtgemeinde Horn zusammengeschlossen. Ab 1876 gab es die erste Bremer Pferdebahn zwischen Herdentor und Horner Brücke. Horn entwickelte sich zu einem Ausflugsziel. 1888 entstand die größere Einheitsgemeinde aus Horn und Lehe mit Oberblockland, Vahr und Sebaldsbrück. 1892 wurde die bisherige Pferdebahnstrecke nach Horn elektrifiziert.
Auf der Grundlage der guten Verkehrsanbindung erhielt Horn-Lehe um die Jahrhundertwende zwei wichtige soziale Einrichtungen. 1898 wurde das Mädchenwaisenhaus (heute Stiftung Alten Eichen) in die Landgemeinde verlegt und 1904 wurde das Haus Reddersen – benannt nach Heinrich Otto Reddersen – zur Betreuung „schwachsinniger“ Kinder und Jugendlicher eröffnet.
1899 erfolgte die Gründung des Sportvereins TV Eiche Horn und 1900 die Einweihung der Jan-Reiners-Eisenbahn als Kleinbahn Bremen–Tarmstedt mit einer Haltestelle in Horn.

1905 hatte Horn 3.487 Einwohner.

### Von 1920 bis 1960
1921 wurde Horn mit dem südlichen Teil von Lehe bis zur Vorstraße und 1945 die bisherige Landgemeinde Lehesterdeich eingemeindet.
1921 wurde die Genossenschaftssiedlung Erdsegen (Im Deichkamp/Vorstraße) gebaut. Das Dorf wandelte sich zur Stadt. Der Bürgervereins Horn gründete sich 1926. Das Horner Bad entstand von 1932 bis 1933.

Die Anlage des Rhododendronparks und des Botanischen Gartens im ehemaligen Rickmers Park erfolgte 1936.
In der Zeit des Nationalsozialismus erfolgte 1937 die Eröffnung der Blocklandautobahn (heute A 27). Aufgrund der Aktivitäten des Bürgervereins konnte eine Trasse durch das Dorf Horn verhindert werden. 1938 wurde der Bürgerverein von den Nationalsozialisten verboten. Trotz fehlender Industrie wurde der Ort wegen seiner Lage an der Bahnstrecke nach Hamburg Ziel von Angriffen, blieb aber – im Vergleich zum Bremer Westen – weitgehend erhalten. Der Bürgerverein gründete sich 1954 wieder.
1951 wurde Horn mit einem Teil von Lehesterdeich (ohne Oberblockland) zum Stadtteil Horn-Lehe zusammengefasst. 1959 wurde die Vahr, die bis dahin (ohne Gartenstadt Vahr) zu Horn gehört hatte, zu einem eigenen Stadtteil und damit von Horn abgetrennt.

### Seit 1960

#### Neu-Bebauung
In den 1960er Jahren wurde das Leher Feld für eine Wohnbebauung mit Einfamilienhäusern und einer mehrgeschossigen Wohnanlage in Lehesterdeich erschlossen.
Ab 1966 entstanden Pläne für eine Hollerstadt mit 15.000 Wohnungen im Hollerland. Der Baulandskandal (siehe bei Richard Boljahn) und eine erwartete geringere Bevölkerungszahl verhinderten in den 1970er Jahren die vollständige Umsetzung der Planungen. In den 1990er Jahren wurde in Lehesterdeich westlich der Lilienthaler Heerstraße das Gewerbegebiet Horn-Lehe West/Haferwende und das Wohngebiet Hollergrund erstellt. Das weitere Gelände des Westlichen Hollerlandes wurde zum Naturschutzgebiet erklärt.
Viele neue Wohngebieten entstanden u. a. solche wie die Wohnanlage Kohlmannstraße von 1955, die Wohnbauten für US-amerikanische Konsulatsbeamte von 1954, die Studenten-Wohnanlage Luisental II von 1993, das Wohngebiet Hollergrund von 1992, die Wohnanlage Akademisches Viertel von 2000 sowie mehrere Wohnanlagen für Studierende auf/an dem Universitätsgelände vor und nach 2000.
Ende 2011 wurde das 7 ha große Telekom-Gelände (ehemalige Ausbildungszentrum der Deutschen Bundespost siehe Schulen) an eine Investitionsgesellschaft verkauft. Im Herbst 2012 wurden die Gebäude abgerissen. Unter dem Namen „Mühlenviertel“ werden seitdem auf der Fläche Geschosswohnungsbau, Reihenhäuser sowie Einzelhandels- und Gewerbebauten errichtet.

#### Schulen
1967 begann ein Schulzentrum zunächst in der Rembertischule seinen Unterricht. Erst 1970 bezog es seine Räume im Schulzentrum an der Ronzelenstraße.
Das Schulzentrum Horn am Vorkampsweg wurde von 1973 bis 1976 abschnittsweise erstellt und diente zunächst als Sekundarschule (Sek. I) und ab 1986 als Gymnasium und als berufliche Schule. Es wurde 2017 saniert.
Um 1973 baute die Oberpostdirektion an der Leher Heerstraße ein Berufsbildungszentrum.

#### Universität
1971 nahm die Universität Bremen mit 420 Studierenden und 80 Lehrenden den Lehrbetrieb auf. Sie wurde auf bis zu 20.000 Studierenden erweitert.
Auf den Unigelände wurde 1978 das Berufsbildungswerk Bremen (vormals Reichsbund-Berufsbildungswerk) für die berufliche Ausbildung körper- und lernbehinderter Jugendlicher eröffnet.
Die Fertigstellung des Fallturms im Norden der Uni erfolgte 1990. In den Jahren von 1990 bis 2008 siedelte sich eine Vielzahl von Betrieben und Institut der Wissenschaft im Technologiepark Bremen neu an.
1999 erfolgte der Baubeginn des Universum im Süd-West-Bereich der Uni. In dem Gebäude, welches von der Form her an einen Wal erinnert, soll Naturwissenschaft anschaulich und mit spielerischen Elementen vermittelt werden.

#### Straßenbahn
1972 wurde die Linie 4 der Bremer Straßenbahn vom Domshof nach Horn eingestellt. 1998 wurde sie wiederöffnet, gleichzeitig ging die Verlängerung der Straßenbahnlinie 6 von Riensberg bis zur Universität in Betrieb.
2002 erfolgte die Verlängerung der Linie 4 vom Leher Kreisel über das Leher Feld bis Borgfeld, 2014 weiter bis ins niedersächsische Lilienthal zum Falkenberger Kreuz.

#### botanika
2003 eröffnete die botanika, eine Gewächshausanlage mit verschiedenen tropischen Pflanzenlandschaften im Rhododendronpark.
2011 wurde die botanika als Bildungsstätte um die „Grüne Schule“ erweitert.

### Einwohnerentwicklung
| Orts-/Stadtteil | 1813 | 1855    | 1975   | 1995   | 2007   |
| --------------- | ---- | ------- | ------ | ------ | ------ |
| Ortsteil Horn   | 190  | 805     | 2.857  | 4.081  | 4.600  |
| Ortsteil Lehe   | ≈300 | in Horn | 5.303  | 7.027  | 8.177  |
| Lehesterdeich   | 151  |         | 12.597 | 10.664 | 11.591 |
| Stadtteil       | ≈640 |         | 20.756 | 21.772 | 24.369 |

 Ab 1975 durchschnittliche Jahresbevölkerung als Angaben vom Statistischen Landesamt Bremen

Lehesterdeich: Angabe bei 1813 von 1818

## Politik und Verwaltung

### Beirat
Der Beirat Horn-Lehe tagt regelmäßig im Gemeindesaal der evangelischen Kirchengemeinde Horn. Der Beirat setzt sich aus den auf Stadtteilebene gewählten Vertretern der politischen Parteien oder Einzelkandidaten zusammen. Die Beiratswahlen finden alle vier Jahre statt, zeitgleich mit den Wahlen zur Bremischen Bürgerschaft. Der Beirat diskutiert über alle Belange des Stadtteils, die von öffentlichem Interesse sind, und fasst hierzu Beschlüsse, die an die Verwaltung, die Landesregierung und die Stadtbürgerschaft weitergeleitet werden. Für seine Arbeit bildet er Fachausschüsse. Dem Beirat stehen für stadtteilbezogene Maßnahmen eigene Haushaltsmittel zur Verfügung.
Beiratssprecher ist Ralph Draeger (CDU). Sein Stellvertreter ist Katy Blumenthal (SPD).

### Ortsamt
Das Ortsamt Horn-Lehe ist seit 1946 eine örtliche Verwaltungsbehörde. 1958/1959 wurde das Ortsamtsgebäude an der Berckstraße 10 fertiggestellt. Ab 6. Juli 2014 befindet sich das Ortsamt im Landhaus Louisenthal an der Leher Heerstraße 105. Das Ortsamt unterstützt den Beirat bei seiner politischen Arbeit. Es soll bei allen örtlichen Aufgaben, die von öffentlichen Interesse sind, mitwirken. Es wird von einem vom Beirat vorgeschlagenen und vom Senat bestätigten Ortsamtsleiter (OAL) geführt.
Ortsamtsleiter war von 2004 bis 2013 Wolfgang Ahrens; seit 2014 ist Inga Köstner (SPD) Ortsamtsleiterin in Horn-Lehe.

## Kultur und Sehenswürdigkeiten

### Bauwerke
- Borgward-Haus von 1750 – früher Landhaus Focke-Fritze – wurde 1819–1820 vom Stadtbaumeister Johann Georg Poppe sowie 1921 von Rudolf Alexander Schröder umgebaut.
- Ev. Horner Kirche (Kirche Zum Heiligen Kreuz) von 1824 wurde 1894 umgebaut.
- Horner Mühle von 1848 in Lehe ist eine Galerieholländermühle.
- Klassizistisches Landhaus Louisenthal von um 1815 in Lehe an der Leher Heerstraße
- Klassizistisches Gutshaus Landruhe von um 1795, Am Rüten 2, Architekt: Joachim Andreas Deetjen, Bauherr: Kaufmann und Konsul Carl Philipp Cassel. Es war von 1823 bis 1923 im Besitz der Familie Kulenkampff, dann der Familie Menke und danach der Bremer Landesbank. Die innere Gestaltung erfolgte nach Entwürfen von Heinrich Vogeler.
- Wohnanlage Marcusallee 2/4 von 1954  entstand nach den Plänen der Architekten: Skidmore, Owings and Merrill und Otto Apel; sie diente bis etwa 1967 dem Amerikanischen Generalkonsulat und bis etwa 1980 dem Universitätsbauamt Bremen (UBA). Nach einem Umbau von 2010 nach Plänen von Hilmes und Lamprecht wurde daraus das Pflegezentrum Marcusallee.[13]

### Museen
- Universum Science-Center an der Universitätsallee
- botanika – grünes Science-Center im Rhododendronpark

### Parks, Grünanlagen
- 46 Hektar großer Rhododendron-Park Bremen von 1933 mit Botanischen Garten, der Botanika von 2003 und dem Café im Rhododendronpark von 1978
- Stadtwaldsee (Uni-See) und Campingplatz
- Angrenzend: 11,4 Hektar großes Naturschutzgebiet Am Stadtwaldsee (Uni-Wildnis).
- 293 Hektar großes Naturschutzgebiet Westliches Hollerland mit Kuhgrabensee.
- 148,5 Hektar großes Naturschutzgebiet Untere Wümme.
- Kleiner Menkepark an der Leher Heerstraße.

### Veranstaltungen
- Das Sommerfest Vorstraße feat. Spittaler Straße ist ein Musikfestival, das jährlich auf dem Gelände der Studentenwohnheime Vorstraße und Spittaler Straße stattfindet. Es ist das größte Studentenfestival in Bremen. Sein Ursprung geht zurück auf das Jahr 1977.

## Öffentliche Einrichtungen

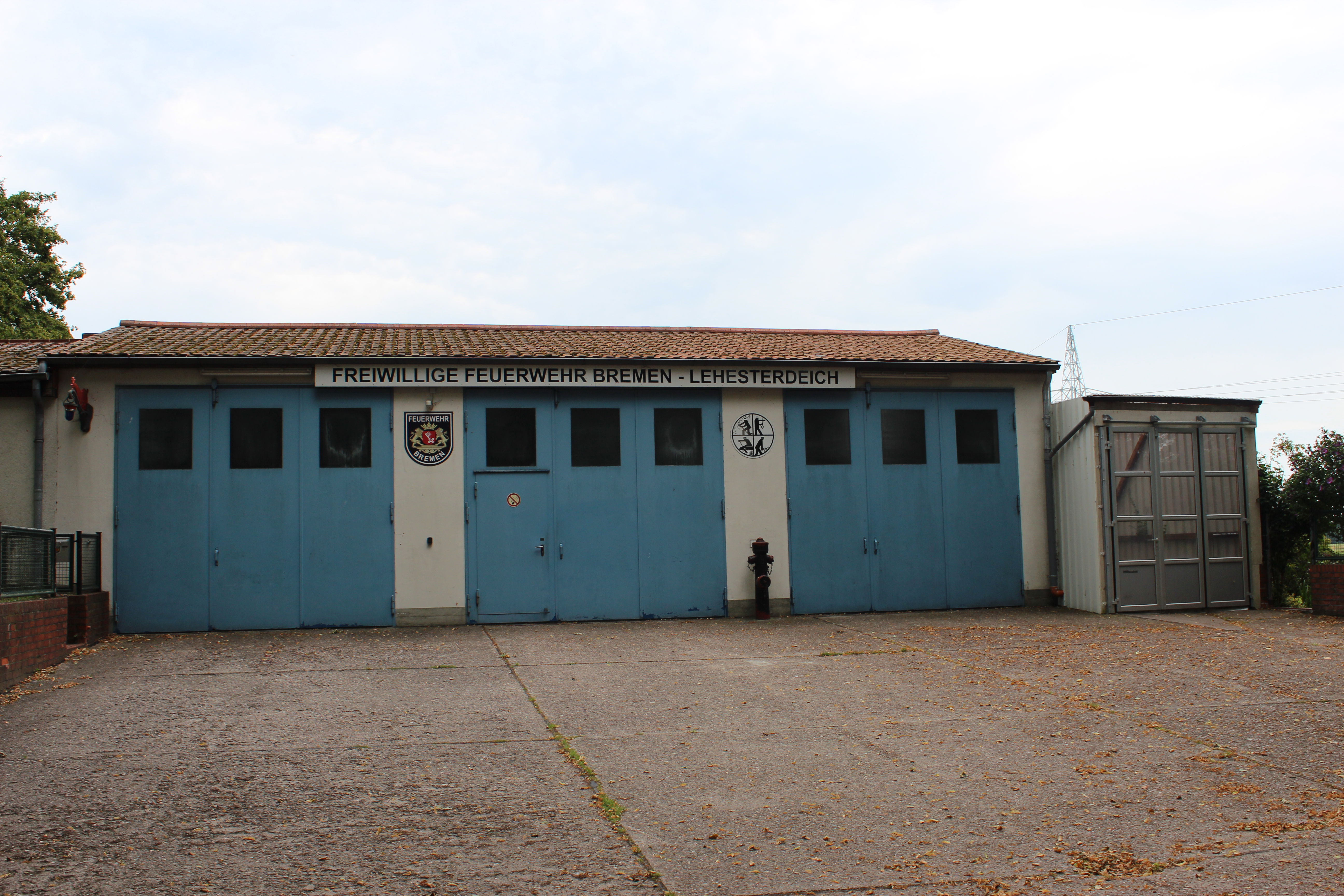
Freiwillige Feuerwehr Lehesterdeich

### Allgemein
- Ortsamt Horn-Lehe, Leher Heerstraße 105–107
- Polizeirevier Horn, Lilienthaler Heerstr. 259
- Berufsfeuerwehr Bremen, Feuer- und Rettungswache 7, Hochschulring Nähe Kuhgrabenweg am Campingplatz
- Freiwillige Feuerwehr Bremen-Lehesterdeich, Am Lehester Deich 143
- Bürgerverein Horn-Lehe
- Stadtteilarchiv Chronik Horn-Lehe
- Förderverein Unser Horner Bad
- Verein der Freunde des Rhododendronparks Bremen
- Busbibliothek der Stadtbibliothek Bremen in der Kopernikusstraße im Leher Feld; die Zweigstellen wurden aufgelöst

### Schulen
- Schule Leher Feld, Förderzentrum, Werner-von-Siemens-Straße 57
- Schule am Rhododendronpark, Ronzelenstr. 55 in Horn, Förderzentrum für die Bereiche Wahrnehmung und Entwicklung.
- Schule an der Marcusallee 31 in Horn, 13 Klassen für schwerhörige und gehörlose Schüler
- Grundschule an der Horner Heerstraße 17
- Marie-Curie-Grundschule, Curiestraße 2A, in Lehesterdeich
- Grundschule an der Philipp-Reis-Straße, Werner-von-Siemens-Straße 57, in Lehesterdeich
- Oberschule an der Ronzelenstraße 51 in Horn, Ganztagsschule im Sekundarbereich I und II
- Wilhelm-Focke-Oberschule, Bergiusstraße 125, Gesamt- und Ganztagsschule im Sekundarbereich I in Lehesterdeich
- Gymnasium Horn, Vorkampsweg 97 in Lehe
- Schulzentrum des Sekundarbereichs II Horn, Vorkampsweg 97, berufliche Schule für den Einzelhandel und Höhere Handelsschule
- International School of Bremen, Badgasteiner Straße 11, englischsprachige Schule.

### Berufliche Bildung
- Berufsbildungswerk Bremen, Universitätsallee 20 mit Bauten von 1976/78 nach Plänen von me di um, Hamburg[14]
- DAV Bremen (Deutsche Außenhandels- und Verkehrs-Akademie), Universitätsallee 18. Private Wirtschaftsfachschule seit 1960, 2008 nach Horn-Lehe umgesiedelt.
- IQ – Intelligente Qualifizierung (vormals STA – Seminar für technische Ausbildung), Mary-Somerville-Straße 12, privates Weiterbildungszentrum mit Fokus auf IHK-Aufstiegsfortbildungen (z. B. Industriemeister, Fachwirte, Betriebswirte) sowie Techniker-Studium und IHK-Zertifikatslehrgänge (beispielsweise Projektleiter IHK, Qualitätsmanager IHK, Fachkraft für Industrie 4.0 IHK etc.)

### Universität und Forschung
- Universität Bremen
- Staats- und Universitätsbibliothek Bremen
- Archido, Informations- und Forschungszentrum für Tabak, Alkohol, Drogen, Medikamente und Sucht
- Bremer Institut für angewandte Strahltechnik (BIAS), Entwicklungsinstitut der Universität Bremen
- Bremer Institut für Produktion und Logistik (früher Bremer Institut für Betriebstechnik und angewandte Arbeitswissenschaft) (BIBA) von 1981 mit dem Neubau von 1992 nach Plänen von Oswald Mathias Ungers[15]
- Bremer Institut für Präventionsforschung und Sozialmedizin (BIPS), Achterstrasse 30, Epidemiologie-Forschungsinstitut an der Universität Bremen
- Fraunhofer-Institut für Fertigungstechnik und Angewandte Materialforschung (IFAM)[16]
- Fraunhofer-Institut für Bildgestützte Medizin MEVIS (MEVIS)
- Forschungsstelle Osteuropa an der Universität Bremen
- Hanse Law School der Universität Bremen, der Universität Oldenburg und der Universität Groningen
- MARUM, Zentrum für Marine Umweltwissenschaften, Forschungseinrichtung an der Universität Bremen
- Universum Bremen mit Universum Science Center, Wiener Straße 2, von 2000 von Thomas Klumpp und 2007 von Harm Haslob, Kruse und Partner.[17]
- Technologie-Zentrum Informatik und Informationstechnik (TZI), Institut der Universität Bremen
- Zentrum für Europäische Rechtspolitik der Universität Bremen (ZERP)
- Zentrum für angewandte Raumfahrttechnologie und Mikrogravitation mit Fallturm Bremen.[18]

### Soziales
- ca. 12 Kindergärten
- Dienstleistungszentrum Horn der Paritätische Gesellschaft für soziale Dienste, Brucknerstraße 15 mit dem Altenzentrum Horn von 1974 von Wilfried Turk, Volker Borchers und Rudi Richter.[19]
- Altentagesstätte und Altenheim des Johanniterhauses Bremen, Seiffertstr. 95
- Stiftungsresidenz Marcusallee der Bremer Heimstiftung, Marcusallee 39
- Stiftungsresidenz Luisental der Bremer Heimstiftung, Brucknerstraße 15
- Pflegezentrum Marcusallee seit 2010 nach einem Umbau der ehem. Wohnanlage für US-amerikanische Konsulatsbeamte nach Plänen von Hilmes und Lamprecht.[20]
- Stiftungsresidenz Riensberg der Bremer Heimstiftung, Riekestraße 2, von 1982 nach Plänen von Turk, Borchers und Richter.[21]
- Stiftungsdorf Hollergrund der Bremer Heimstiftung, Im Hollergrund 61
- Gehörlosenfreizeitheim Bremen, Schwachhauser Heerstraße 266
- Stiftung Alten Eichen, Perspektiven für Kinder und Jugendliche, Horner Heerstraße 19
- Gesundheitsberatung, Jugendberatung, Nachbarschaftshilfen, Selbsthilfegruppen etc.

### Kirchen
- Ev. Kirchengemeinde Horn, Horner Heerstraße 30, mit der Horner Kirche Vom Heiligen Kreuz von 1824; sie wurde 1187 dem Ansgarii-Kapitel übertragen und ging nach der Reformation an den Bremer Rat.
- Ev. Andreas-Gemeinde, Werner-von-Siemens-Straße 55, mit der Andreas-Kirche von 1968, Architekt: Ahlers[22]
- Katholische Kirche St. Georg, Ledaweg 2 a, von 1959, Architekt: Ludger Sunder-Plassmann[23], sie gehört zur Pfarrei St. Katharina von Siena, Katholischer Gemeindeverband in Bremen, im Dekanat Bremen des Bistums Osnabrück.

### Sport
Anlagen
- Bezirkssportanlage Curiestraße in Lehesterdeich
- Sportanlage Fritzewiese in Horn beim Rhododendron-Parks, Berckstraße 87,
- Universitäts-Sportpark, Badgasteiner Straße 1a
- Hallenbad Sportbad Uni, Badgasteiner Straße 1a

Vereine
- Beach-Rugby im Uni-Sportpark
- Bremer Sportschützen Club, Lilienthaler Heerstr. 144
- Club zur Vahr (Golfclub), Bürgermeister-Spitta-Allee 34
- Drachenfliegerclub Weser, Auf den Hornstücken 13
- Gehörlosen-Sportverein Bremen, Schwachhauser Heerstr. 266
- Hockey Club Horn, Berckstraße 91 B
- Kanu-Club Hanseat, Oberblockland 5
- Bremer Sporttaucher Noatun im Uni-Sportpark
- Reitclub St. Georg zu Bremen, Kuhgrabenweg 2
- Segelverein Wümme, Kuhgrabenweg 6
- Störtebeker Bremer Paddelsport, Auf dem Wummenstück 2
- TV Eiche Horn von 1899, Berckstraße 87, ist der älteste Sportverein in Horn
- Verein für Hochschulsport im Uni-Sportzenter

## Wirtschaft und Verkehr

### Wirtschaft
Horn-Lehe ist überwiegend ein Wohnstandort des gehobenen Bedarfs mit einigen örtlichen Einkaufzonen.
Wichtigster Arbeitgeber in Lehe ist die Universität Bremen mit den vielen Instituten und Forschungseinrichtungen. Hier befindet sich auch der 170 Hektar große Technologiepark Bremen mit über 500 Hightech- und Dienstleistungsunternehmen zusammen mit 12.000 Mitarbeitern und Hochschullehrern.

Die Konzernzentrale der OHB Technology AG befindet sich im Technologiepark. Der Konzern beschäftigt an verschiedenen Standorten um die 1500 Mitarbeiter für Produkte der Telematik, Raumfahrt, Sicherheit und der Satellitendienste.

Die Firma Bego – Bremer Goldschlägerei im Technologiezentrum Bremen am Hochschulring beschäftigt in der Dentalbranche rund 400 Mitarbeiter.
Das Gewerbegebiet Horn-Lehe-West zwischen Haferwende und Leher Feld ist erreichbar über die Autobahn A 27, Abfahrt HB-Horn-Lehe und die Lilienthaler Heerstraße/BAB -Zubringer Horn-Lehe.
Ein Wochenmarkt besteht in Lehesterdeich (Robert-Bunsen-Straße).

### Verkehr

#### Öffentlicher Personennahverkehr
Im April 1876 wurde mit dem Bau der ersten Bremer Pferdebahn begonnen. Sechs Wochen später wurde die Strecke vom Herdentor zur Vahrster Brücke (heute Bürgermeister-Spitta-Allee) eröffnet und 1877 bis zum Horner Zentrum verlängert. 1892 wurde die Strecke elektrifiziert und bis 1972 als Linie 4 betrieben. Nach politischen Auseinandersetzungen wurde die Strecke neu errichtet. Seit 1998 bindet die Straßenbahnlinie 4 Horn-Lehe an das Bremer Zentrum an.
Von 1900 bis 1956 fuhr die Jan-Reiners-Kleinbahn auf einer Schmalspurstrecke vom Bremer Parkbahnhof (heutige Stadthalle) über Horn-Lehe nach Tarmstedt. Die zumeist von Dampfloks gezogenen Züge bedienten bis Horn-Lehe die folgenden Bahnhöfe: Parkbahnhof, Hemmstraße, Utbremen, Horn und Lehester Deich.
Der Horner Bahnhof Am Herzogenkamp – ehemals Gaststätte Zur schönen Aussicht – existiert heute noch und wird als Pizzeria betrieben. Auf der Bahnstrecke wurde nach der Einstellung des Bahnbetriebes der Jan-Reiners-Radweg errichtet.
Folgende Straßenbahn- und Buslinien der Bremer Straßenbahn AG (BSAG) verkehren in Horn-Lehe:
- Straßenbahnlinie 4: Arsten – Neustadt – Mitte – Schwachhausen – Horn-Lehe – Borgfeld – Lilienthal (Auf der Strecke Schwachhausen – Horn-Lehe – Borgfeld – Lilienthal ergänzt durch Linie 4S)
- Straßenbahnlinie 6: Flughafen – Mitte – Schwachhausen – Riensberg – Universität
- Buslinie 21: Blockdiek – Sebaldsbrück (Mercedes-Benz) – Vahr – Horn – Universität
- Buslinie 22: Kattenturm – Habenhausen – Schwachhausen – Universität
- Buslinie 28: Universität – Findorff – Walle – Überseestadt-Nord
- Buslinie 31: Borgfeld-Ost – Universität – Horn – Nedderland
- Buslinien 33/34: Horn – Oberneuland – Sebaldsbrück
- Nachtlinie N3 (Bus): Rablinghausen – Neustadt – Mitte – Universität – Horn – Oberneuland – Osterholz – Bahnhof Mahndorf
- Nachtlinie N4 (Straßenbahn): Arsten – Neustadt – Mitte – Schwachhausen – Horn-Lehe – Borgfeld – Lilienthal

#### Straßen
Horn-Lehe kann erreicht werden
- über die Autobahn A27, Anschlussstelle Horn-Lehe/Universität,
- von Bremen-Mitte und Schwachhausen über Dobbenweg – Schwachhauser Heerstraße oder über die Parkallee,
- von Bremen-Nord und dem Blockland aus über Am Lehester Deich,
- von Lilienthal und Borgfeld über den Jan-Reiners-Weg und die Borgfelder Heerstraße,
- von Findorff über die Autobahn A 27 oder den Hochschulring,
- von der Vahr über die Bürgermeister-Spitta-Allee oder über die Autobahn A 27,
- von Oberneuland über die Autobahn A 27 oder die Rockwinkler Heerstraße oder Achterdiek.

Die zentralen Straßen sind die
- Horner Heerstraße
- Leher Heerstraße
- Lilienthaler Heerstraße.

#### Rad- und Wanderwege
Zahlreiche Wege führen in Horn-Lehe u. a.
- über den Wetterungsweg zum Stadtwald und zum Stadtwaldsee (Uni-See),
- über den Kuhgrabenweg vorbei am Kuhgrabensee zur Wümme und zum Wümme-Radweg,
- über den Jan-Reiners-Wanderweg zur Wümme nach Borgfeld und Lilienthal,
- über Hinter dem Riensberg und die Achterstraße, vorbei am Riensberger Friedhof und der kleinen Wümme zum Stadtwald,
- über die Marcusallee, vorbei am Rhododendron-Park Bremen nach Oberneuland.

#### Langer Jammer

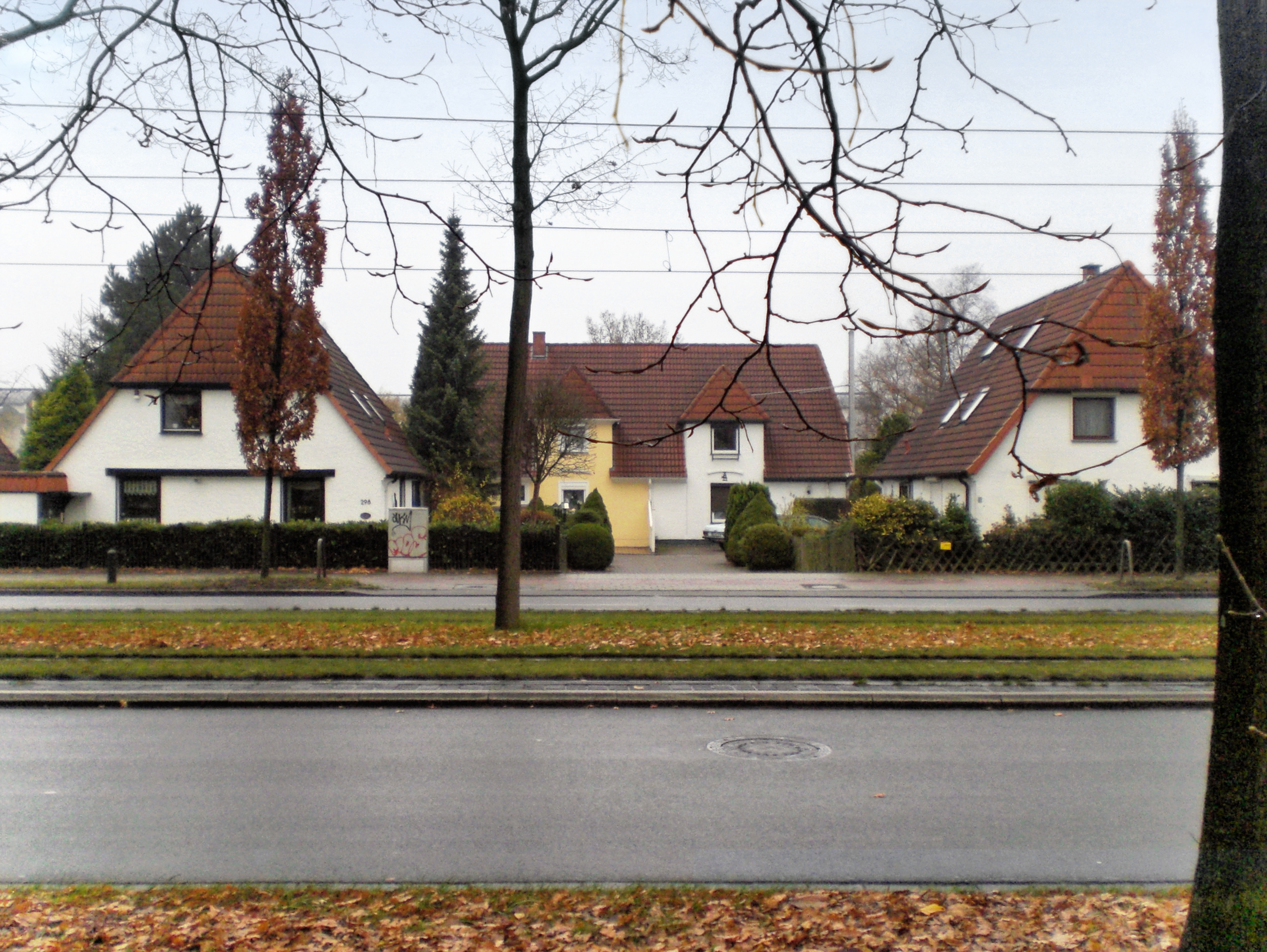
Siedlungshäuser: Rote Siedlung am Langen Jammer

Die schnurgerade Lilienthaler Heerstraße heißt im Volksmund Langer Jammer. Die Kleinsiedlung, kleine Doppelhäuser mit Nebengebäuden an der Westseite des Langen Jammers, wurde Mitte der 1930er Jahre erbaut; sie heißt im Volksmund Rote Siedlung (Rote Gefahr, da die Häuser rote Ziegeldächer und rotes Außenmauerwerk hatten. 1952 wurden die Häuser gelb angestrichen, und da war es die Gelbe Gefahr).

## Persönlichkeiten
- Rudolf Bergfeld (1883–1943), Gartenarchitekt in Horn-Lehe
- Birgit Bergmann (* 1963), Bürgerschaftsabgeordnete (FDP)
- Claudia Bernhard (* 1961), Bürgerschaftsabgeordnete (Die Linke)
- Andreas (Andree) Bölken (1901–1965), Landwirt und Kaufmann, Senator (1945–46), Politiker (BDV, CDU), Präsident der Landwirtschaftskammer Bremen (1956–60)
- Friedrich Bode, Pastor ab 1972[27], wohnte in Horn
- Friedrich Borchers, Ortsamtsleiter (1947–54)
- Walter Busch (1918–1986), Bürgerschaftsabgeordneter (SPD)
- Carl Philipp Cassel (1744–1807), Kapitän, Kaufmann, Reeder und Konsul; er erbaute und wohnte auf Gut Landruhe in Lehesterdeich
- Stephanie Dehne (* 1983), Bürgerschaftsabgeordnete (SPD)
- Carsten Dreßler (1843–1929), aufgewachsen in Horn (Lehester Feld), Gründer der Germania-Brauerei
- Karl Eggers (1919–2004), Gewerkschaftsfunktionär und Bremer Senator
- Ulrich Finckh (1927–2019), Pastor an der Horner Kirche 1970–91, Vorsitzender der Zentralstelle für Kriegsdienstverweigerer, wohnte in Horn
- Henrich Focke (1890–1979), baute hier das erste Fertighaus nach der Methode Messerschmitt
- Walter Franke (1926–2015), Bremer Senator und Bürgermeister (SPD)
- Carl Fritze, Sportmäzen, die Sportanlage Fritzewiese in Horn wurde nach ihm benannt
- Heinrich Gefken (1872–1955), von 1921 bis 1933 Bürgermeister der damals selbständigen Gemeinde Lehesterdeich, 1945–47 Bezirksbürgermeister bzw. Ortsamtsleiter (Heinrich Gefken-Straße)
- Ernst Moritz Gorsemann (1886–1960), Bildhauer und Direktor der Kunsthochschule in Bremen, wohnte in Lehe
- Hermann Gutmann (1930–2013), Bremer Autor und Journalist, wohnte in Lehe
- Gerold Janssen (1923–2012), bekannter Bremer Umweltschützer, wohnte in Lehe
- Kid Kapri (* 2002), Bremer Rapper, wuchs in Horn-Lehe auf
- Hieronymus Klugkist (1778–1851), Bremer Senator und Kunstmäzen; wohnte in Horn/Achterdiek
- Wilhelm Koenenkamp (1859–1941), Seidenkaufmann und Bürgerschaftsabgeordneter; die Villa Koenenkamp in Horn trägt seinen Namen
- Adolf Könsen, Politiker (SPD), Bürgerschaftsabgeordneter, Ortsamtsleiter (1960–79)
- Bernd Kuhlwein (1911–1983), Gartenarchitekt, Betrieb und Wohnhaus in Horn-Lehe
- John Meier (1864–1953), Mediävist und Volkskundler, Gründer des Schweizer und des Deutschen Volksliedarchivs
- Reinhard Metz (1937–2009), Politiker (CDU), Präsident der Bremischen Bürgerschaft (1995–99)
- Jasper Oelrichs (1844–1923), Landgutbesitzer in Lehe, Senator (1878–1918)
- Carl Schütte (1839–1917), Landgutbesitzer in Horn, Kaufmann, Förderer verschiedener Einrichtungen
- Elisabeth Segelken (1888–1965), Lehrerin an der Grundschule in Horn, Schriftstellerin
- Hans Stefan Seifriz (1927–2020), Politiker (SPD), Bausenator von Bremen (1969–79); wohnte in Lehesterdeich
- Peter Willers (1935–2021), Umweltaktivist, Gründungsmitglied der Bremer Grünen Liste, Bürgerschaftsabgeordneter; wohnte in Lehe